# Bala Garba Jahumpa
Bala Garba Jahumpa (20 de julio de 1958) es un político y diplomático gambiano. Se desempeñó dos veces como ministro de Relaciones Exteriores de Yahya Jammeh, en 2005 y 2014-15.

## Educación
Asistió a dos escuelas secundarias en Gambia de 1970 a 1975, luego a Suffield Academy y Vassar College en los EE. UU. de 1975 a 1980. Se graduó de Vassar con una licenciatura en Relaciones Internacionales y Ciencias Políticas. Posteriormente, de 1987 a 1989, Jahumpa asistió a la Universidad de Birmingham en el Reino Unido, donde recibió su maestría en Administración del Desarrollo.

## Carrera política
Se desempeñó como Ministro de Finanzas de Gambia de 1994 a 1995. El 20 de marzo de 1995 fue nombrado Ministro de Comercio, Industria y Empleo, pero el 5 de julio de 1995 fue nuevamente nombrado Ministro de Hacienda y Asuntos Económicos, cargo que ocupó hasta 1997. Luego fue Alto Comisionado Adjunto de Gambia en el Reino Unido desde julio de 1997 hasta mayo de 1999 y fue Alto Comisionado Interino allí desde mayo de 1999 hasta junio de 2001. Luego de desempeñarse durante un tiempo como Embajador en Cuba, asumió como Secretario de Estado de Obras, Construcción e Infraestructura en octubre de 2003. El 26 de octubre de 2006, el presidente Yahya Jammeh revocó el nombramiento de Maba Jobe como Secretario de Estado de Relaciones Exteriores y nombró a Jahumpa en su lugar, con efectos desde el día anterior.
Posteriormente, fue designado como Embajador en Venezuela. El 3 de octubre, fue interrogado sobre una estafa de pasaportes, junto con varios otros funcionarios del Departamento de Relaciones Exteriores. Aunque arrestado, pronto fue exonerado por la policía.
El 25 de agosto de 2014, fue renombrado Ministro de Relaciones Exteriores por el presidente Yahya Jammeh.